# USS Block Island (CVE-21)
USS Block Island (CVE-21) – lotniskowiec eskortowy typu Bogue. Służył w US Navy w okresie II wojny światowej. Odznaczony dwie battle star za służbę w czasie II wojny światowej.
Pierwotnie klasyfikowany jako AVG-21, przeklasyfikowany na ACV-21 20 sierpnia 1942 roku i na CVE-21 15 lipca 1943 roku.
Pełnił służbę na Atlantyku. Jego samoloty zatopiły niemieckie okręty podwodne U-220 i U-1059, oraz uczestniczyły w zatopieniu U-801.
Lotniskowiec został trafiony trzema torpedami przez U-549. Zginęło 7 ludzi, pozostali zostali uratowani przez jednostki eskorty.